# Morti il 25 novembre
| Questa pagina contiene informazioni ricavate automaticamente dalle voci biografiche con l'ausilio del template Bio e di un bot. L'aggiornamento è periodico e automatico e ricostruisce completamente la pagina. Se manca una persona in questa lista, sei pregato di non aggiungerla, ma accertati piuttosto che la sua voce biografica contenga il template Bio e che i dati anagrafici siano correttamente compilati. Se il template Bio manca, inseriscilo tu stesso o, in alternativa, metti l'avviso {{tmp\|Bio}} che ne segnala la mancanza. Se i dati riportati sono sbagliati, correggi direttamente la voce biografica; le modifiche saranno visibili in questa lista entro pochi giorni. Per chiarimenti vedi il progetto biografie. La lista contiene solo le 511 persone che sono citate nell'enciclopedia e per le quali è stato implementato correttamente il template Bio. Pagina aggiornata al 25 lug 2025. |

## IV secolo(1)
- 311 - Pietro I di Alessandria, vescovo e santo greco antico

## VII secolo(1)
- 630 - Basolo di Verzy, religioso francese

## VIII secolo(2)
- 726 - Tonyukuk, condottiero e politico turco (n. 646)
- 734 - Bilge Khagan, sovrano e condottiero turco (n. 683)

## XI secolo(1)
- 1034 - Malcolm II di Scozia, re

## XII secolo(8)
- 1120 - William Bigod, funzionario normanno
- 1120 - Guglielmo Adelin, nobile normanno (n. 1103)
- 1120 - Riccardo di Lincoln, inglese
- 1127 - Minamoto no Yoshimitsu, militare giapponese (n. 1045)
- 1147 - Abdisho III bar Muqli, vescovo cristiano orientale siro
- 1150 - García IV Ramírez di Navarra, re
- 1185 - Papa Lucio III, papa, cardinale e vescovo cattolico italiano
- 1199 - Alberto III il Ricco, nobile austriaco

## XIII secolo(2)
- 1239 - Alberto IV il Saggio, nobile
- 1252 - Guglielmo II di Ginevra, nobile

## XIV secolo(6)
- 1303 - Beatrice d'Ornacieux, religiosa francese
- 1314 - Nicola I di Rostock, principe
- 1320 - Guglielmo III di Ginevra, nobile
- 1373 - Guy de Boulogne, cardinale e arcivescovo cattolico francese (n. 1313)
- 1374 - Filippo II d'Angiò, principe italiano (n. 1329)
- 1377 - Pierre d'Estaing, cardinale e arcivescovo cattolico francese

## XV secolo(5)
- 1418 - Henry Beaufort, II conte di Somerset, conte britannico (n. 1401)
- 1420 - Elisabetta Achler, religiosa e mistica tedesca (n. 1386)
- 1453 - Juan de Cervantes, cardinale spagnolo
- 1456 - Jacques Cœur, mercante francese (n. 1395)
- 1485 - Ludovico Borgio, vescovo cattolico italiano

## XVI secolo(12)
- 1508 - Ursula di Brandeburgo, nobile (n. 1450)
- 1513 - Giovanna da Montefeltro, nobildonna italiana (n. 1463)
- 1519 - Antoine Bohier, arcivescovo cattolico, cardinale e abate francese
- 1521 - Calimerio da Montechiaro, religioso italiano (n. 1440)
- 1526 - Benedetto Giraldi della Rovere, condottiero italiano
- 1533 - Filippo di Savoia-Nemours, duca (n. 1490)
- 1554 - Amago Kunihisa, militare giapponese (n. 1492)
- 1559 - Antoine Sanguin de Meudon, cardinale e vescovo cattolico francese (n. 1493)
- 1560 - Andrea Doria, ammiraglio, politico e nobile italiano (n. 1466)
- 1565 - Satake Yoshiaki, militare giapponese (n. 1531)
- 1565 - Teresa de Zúñiga, nobildonna spagnola (n. 1502)
- 1598 - Luigi Pallavicino, vescovo cattolico italiano

## XVII secolo(24)
- 1609 - Pedro de Castro, arcivescovo cattolico portoghese (n. 1537)
- 1622 - Giovanni Dolfin, politico e cardinale italiano (n. 1545)
- 1626 - Edward Alleyn, attore teatrale inglese (n. 1566)
- 1627 - Elisabetta Sofia di Holstein-Gottorp, nobile tedesca (n. 1599)
- 1630 - Fortunato Fedele, medico italiano (n. 1550)
- 1632 - Filippo Archinto, vescovo cattolico italiano (n. 1549)
- 1638 - Ettore Thesorieri, notaio italiano (n. 1553)
- 1639 - Enzo Bentivoglio, nobile italiano
- 1639 - John Wolstenholme, mercante inglese (n. 1562)
- 1640 - Giles Farnaby, compositore inglese (n. 1563)
- 1640 - Pellegro Piola, pittore italiano (n. 1617)
- 1641 - Antonio Santacroce, cardinale e arcivescovo cattolico italiano (n. 1599)
- 1642 - Cristiano Günther I di Schwarzburg-Sondershausen, nobile (n. 1578)
- 1647 - Giorgio Alberto I di Erbach-Schönberg, nobile tedesco (n. 1597)
- 1665 - Giuliano Cesarini, nobile italiano (n. 1618)
- 1675 - Giovanni Battista Caccioli, pittore italiano (n. 1623)
- 1677 - Mukai Genshō, filosofo giapponese (n. 1609)
- 1679 - Carlo Benedetto Giustiniani, II principe di Bassano, nobile italiano (n. 1649)
- 1679 - Michelangelo Torcigliani, poeta e traduttore italiano (n. 1618)
- 1681 - Lodewijk Meyer, latinista, medico e lessicografo olandese (n. 1629)
- 1686 - Niccolò Stenone, naturalista, geologo e anatomista danese (n. 1638)
- 1694 - Ismael Bullialdus, astronomo e presbitero francese (n. 1605)
- 1697 - Nicolò Caranza, vescovo cattolico italiano (n. 1641)
- 1700 - Stephanus Van Cortlandt, politico statunitense (n. 1643)

## XVIII secolo(21)
- 1712 - Maria Arcangela Biondini, religiosa italiana (n. 1641)
- 1713 - Fortunato Vinaccesi, scienziato italiano (n. 1631)
- 1730 - Patrona Halil, albanese
- 1748 - Isaac Watts, teologo, compositore e poeta britannico (n. 1674)
- 1750 - Fernando de Casas Novoa, architetto spagnolo (n. 1670)
- 1750 - Francesco Feroci, compositore, organista e poeta italiano (n. 1673)
- 1754 - Karl Philipp von Greiffenclau zu Vollrads, vescovo cattolico tedesco (n. 1690)
- 1755 - Johann Georg Pisendel, violinista e compositore tedesco (n. 1687)
- 1763 - Antoine François Prévost, scrittore, storico e traduttore francese (n. 1697)
- 1766 - Giovanni Maria Farina, profumiere italiano (n. 1685)
- 1769 - Ernestina Albertina di Sassonia-Weimar, nobile tedesca (n. 1722)
- 1774 - Henry Baker, naturalista e scrittore britannico (n. 1698)
- 1779 - Dom Bedos de Celles, monaco cristiano, organaro e organista francese (n. 1709)
- 1786 - Nathanael Gottfried Leske, entomologo e geologo tedesco (n. 1751)
- 1788 - Thomas Amory, scrittore irlandese (n. 1691)
- 1788 - Manuel de Guirior, generale spagnolo (n. 1708)
- 1791 - Giovanni Battista Ferrandini, compositore italiano
- 1791 - Jean-Claude Richard de Saint-Non, incisore, disegnatore e umanista francese (n. 1727)
- 1795 - Jan Chrystian Kamsetzer, architetto e pittore tedesco (n. 1753)
- 1797 - Charles Walmesley, vescovo cattolico britannico (n. 1722)
- 1800 - Vito Caravelli, matematico italiano (n. 1724)

## XIX secolo(62)
- 1803 - Antonio Jerocades, abate, patriota e poeta italiano (n. 1738)
- 1803 - Joseph Wilton, scultore e docente inglese (n. 1722)
- 1810 - Joseph Alvinczy von Berberek, feldmaresciallo austriaco (n. 1735)
- 1816 - Elżbieta Czartoryska, nobildonna e attivista polacca
- 1824 - Luisa Palma Mansi, scrittrice italiana (n. 1760)
- 1825 - Desfontaines-Lavallée, scrittore e drammaturgo francese (n. 1733)
- 1829 - Therese von Artner, scrittrice austriaca (n. 1772)
- 1830 - Giuseppe Maria Peruzzi, vescovo cattolico italiano (n. 1746)
- 1830 - Pierre Rode, violinista e compositore francese (n. 1774)
- 1833 - Alexis Boyer, medico, chirurgo e anatomista francese (n. 1757)
- 1833 - Nicola II Esterházy, principe (n. 1765)
- 1841 - Francis Legatt Chantrey, scultore inglese (n. 1782)
- 1844 - Claudio Monti, scultore italiano
- 1845 - Luigi Candiani, imprenditore italiano (n. 1784)
- 1847 - Ján Benedikti, letterato e insegnante slovacco (n. 1796)
- 1847 - Claude Roize, generale francese (n. 1768)
- 1848 - Maria Giuseppa Guacci, poetessa italiana (n. 1807)
- 1855 - Pierre Justin Marie Macquart, entomologo, botanico e politico francese (n. 1778)
- 1856 - Margherita Occhiena, italiana (n. 1788)
- 1860 - Attilio Fiascaini, vescovo cattolico italiano (n. 1778)
- 1860 - Henry Fitzalan-Howard, XIV duca di Norfolk, nobile e politico inglese (n. 1815)
- 1861 - Carlo Felice Scapini, politico italiano (n. 1791)
- 1862 - Simon François Bernard, medico e rivoluzionario francese (n. 1817)
- 1862 - Harriet Cavendish, nobildonna inglese (n. 1785)
- 1864 - David Roberts, pittore britannico (n. 1796)
- 1865 - Heinrich Barth, esploratore tedesco (n. 1821)
- 1866 - Giulio Sarti, ingegnere italiano (n. 1798)
- 1867 - Karl Ferdinand Sohn, pittore e docente tedesco (n. 1805)
- 1868 - Franz Brendel, musicologo e critico musicale tedesco (n. 1811)
- 1868 - Giuseppe di Sassonia-Altenburg, duca (n. 1789)
- 1868 - Eugène Petitville, pittore e disegnatore francese (n. 1815)
- 1869 - Salvatore Candido, pittore italiano (n. 1798)
- 1872 - Benjamin Briggs, marinaio statunitense (n. 1835)
- 1872 - Attilio Zuccagni-Orlandini, cartografo e geografo italiano (n. 1784)
- 1874 - Georges Jacquot, scultore francese (n. 1794)
- 1878 - Napoléon La Cécilia, militare francese (n. 1835)
- 1878 - Vincenzo Spaccapietra, arcivescovo cattolico e missionario italiano (n. 1801)
- 1878 - Stefano Tempia, compositore, violinista e direttore di coro italiano (n. 1832)
- 1879 - Maria Carolina Gibert de Lametz, principessa francese (n. 1793)
- 1879 - Gabriel Ranvier, militare francese (n. 1828)
- 1880 - Luigi Camoletti, scrittore e giornalista italiano (n. 1804)
- 1880 - Belisario Clemente, patriota e politico italiano (n. 1798)
- 1881 - Theobald Böhm, flautista, inventore e compositore tedesco (n. 1794)
- 1884 - Adolph Wilhelm Hermann Kolbe, chimico tedesco (n. 1818)
- 1885 - Grigore Alexandrescu, poeta rumeno (n. 1810)
- 1885 - Alfonso XII di Spagna, sovrano spagnolo (n. 1857)
- 1885 - Nicolás Avellaneda, politico, avvocato e giornalista argentino (n. 1837)
- 1885 - Abramo Basevi, compositore e critico musicale italiano (n. 1818)
- 1885 - Thomas Hendricks, politico statunitense (n. 1819)
- 1886 - Ričard Karlovič Maak, naturalista, botanico e esploratore russo (n. 1825)
- 1887 - Johann Jakob Bachofen, giurista, storico e antropologo svizzero (n. 1815)
- 1887 - John Ramsay, XIII conte di Dalhousie, nobile, ufficiale e politico scozzese (n. 1847)
- 1888 - Anne Hay-Mackenzie, duchessa di Sutherland, nobildonna inglese (n. 1829)
- 1888 - Christian Jank, pittore e architetto tedesco (n. 1833)
- 1889 - Anna Davidovna Abamelik-Lazareva, traduttrice e poetessa russa (n. 1814)
- 1890 - Luigi Seismit Doda, politico e generale italiano (n. 1817)
- 1890 - James M. Smith, politico statunitense (n. 1823)
- 1892 - Luigi Amabile, medico, storico e politico italiano (n. 1828)
- 1896 - Edoardo Deodati, avvocato e politico italiano (n. 1821)
- 1897 - Alfred von Sallet, numismatico tedesco (n. 1842)
- 1898 - Franco Tosi, ingegnere, imprenditore e politico italiano (n. 1850)
- 1899 - Tammar Luxoro, pittore italiano (n. 1825)

## XX secolo(259)
- 1901 - Hermann Löhlein, ginecologo e medico tedesco (n. 1847)
- 1901 - Joseph Gabriel Rheinberger, compositore e organista liechtensteinese (n. 1839)
- 1903 - Sabino Arana, politico spagnolo (n. 1865)
- 1905 - Pavel L'vovič Lobko, generale russo (n. 1838)
- 1905 - Shomer, romanziere e drammaturgo russo (n. 1849)
- 1906 - Rosetta Douglass, docente, scrittrice e attivista statunitense (n. 1839)
- 1907 - Heinrich Dernburg, giurista tedesco (n. 1829)
- 1907 - George Sheldon, tuffatore statunitense (n. 1874)
- 1911 - Paul Lafargue, rivoluzionario, giornalista e scrittore francese (n. 1842)
- 1911 - Laura Marx, tedesca (n. 1845)
- 1912 - Enrico Annibale Butti, scrittore e drammaturgo italiano (n. 1868)
- 1912 - Edward Moss, imprenditore britannico (n. 1852)
- 1913 - Ignatius Taschner, scultore e incisore tedesco (n. 1871)
- 1915 - Franziskus von Sales Bauer, cardinale e arcivescovo cattolico ceco (n. 1841)
- 1915 - Michel Bréal, glottologo francese (n. 1832)
- 1915 - Léon Harmel, imprenditore francese (n. 1829)
- 1915 - Enrico d'Oncieu de Chaffardon, militare italiano (n. 1875)
- 1916 - Giulio Canella, filosofo e militare italiano (n. 1882)
- 1916 - Inez Milholland, attivista e avvocata statunitense (n. 1886)
- 1918 - Luigi Domenico Galeazzi, avvocato e politico italiano (n. 1837)
- 1919 - Vladimir Michajlovič Zagorskij, rivoluzionario e politico russo (n. 1883)
- 1923 - Augusto Alfani, pedagogista e filologo italiano (n. 1844)
- 1923 - Gustave Courtois, pittore francese (n. 1852)
- 1923 - Giosuè Signori, arcivescovo cattolico italiano (n. 1859)
- 1925 - Amos Burn, scacchista inglese (n. 1848)
- 1925 - Giuseppina Martinuzzi, pedagogista e giornalista italiana (n. 1844)
- 1925 - Maxime Vuillaume, ingegnere e giornalista francese (n. 1844)
- 1925 - Vajiravudh, sovrano siamese (n. 1881)
- 1927 - Paolo Emilio Bilotti, educatore, storico e archivista italiano (n. 1860)
- 1927 - József Rippl-Rónai, pittore ungherese (n. 1861)
- 1929 - Emilie Snethlage, ornitologa tedesca (n. 1868)
- 1930 - Pio Rajna, filologo e critico letterario italiano (n. 1847)
- 1932 - Karl Grünberg, patologo tedesco (n. 1875)
- 1932 - Fritz Riemann, scacchista tedesco (n. 1859)
- 1932 - John Williams, militare britannico (n. 1857)
- 1933 - Fernando Agnoletti, scrittore e giornalista italiano (n. 1875)
- 1934 - Nicholas Edward Brown, botanico britannico (n. 1849)
- 1934 - Vincenzo Macchi di Cellere, militare e nobile italiano (n. 1846)
- 1934 - Ugolino Martelli, botanico italiano (n. 1860)
- 1934 - Hans Nibel, ingegnere tedesco (n. 1880)
- 1934 - Sadije Toptani, nobile albanese (n. 1876)
- 1935 - Edward Bradford, ammiraglio britannico (n. 1858)
- 1935 - Ligg Iasù, etiope (n. 1895)
- 1936 - Edouard Goursat, matematico francese (n. 1858)
- 1937 - Lilian Baylis, produttrice teatrale e manager inglese (n. 1874)
- 1937 - Alessandro Padoa, matematico italiano (n. 1868)
- 1938 - Otto von Lossow, generale tedesco (n. 1868)
- 1939 - Diego Avarelli, magistrato italiano (n. 1867)
- 1939 - Rudolph Feilding, IX conte di Denbigh, ufficiale inglese (n. 1859)
- 1939 - Elbert Lee Trinkle, politico statunitense (n. 1876)
- 1940 - Bernardino Biagini, militare italiano (n. 1898)
- 1940 - Gaspare Bona, dirigente d'azienda, pilota automobilistico e aviatore italiano (n. 1895)
- 1940 - Marcel Granet, sociologo, storico delle religioni e sinologo francese (n. 1884)
- 1941 - Pedro Aguirre Cerda, politico e avvocato cileno (n. 1879)
- 1941 - Henri Christiné, compositore francese (n. 1867)
- 1941 - Willy Cohn, storico e pedagogo tedesco (n. 1888)
- 1941 - Gildo Cuneo, militare italiano (n. 1914)
- 1942 - Jack Barty, attore britannico (n. 1888)
- 1942 - Mihail Dragomirescu, critico letterario rumeno (n. 1868)
- 1943 - Renato Cialente, attore italiano (n. 1897)
- 1943 - Paul Collomp, egittologo e papirologo francese (n. 1885)
- 1943 - Carlo Cremonesi, cardinale e arcivescovo cattolico italiano (n. 1866)
- 1943 - Domenico Ricciconti, politico e filantropo italiano (n. 1883)
- 1943 - Dmitrij Sergeevič Šeremetev, ufficiale russo (n. 1869)
- 1944 - Georg Dascher, pallamanista tedesco (n. 1911)
- 1944 - Heitarō Edo, ammiraglio giapponese (n. 1890)
- 1944 - Kenesaw Mountain Landis, giudice e dirigente sportivo statunitense (n. 1866)
- 1944 - Giambattista Mancuso, partigiano italiano (n. 1922)
- 1944 - Kunio Nakagawa, generale giapponese (n. 1898)
- 1944 - Arturo Nathan, pittore italiano (n. 1891)
- 1945 - Georges Augustin Albert Charpy, ingegnere e scienziato francese (n. 1865)
- 1945 - Doris Keane, attrice statunitense (n. 1881)
- 1945 - Rudolf L'Hermet, compositore di scacchi tedesco (n. 1859)
- 1946 - Henry Morgenthau senior, avvocato, imprenditore e diplomatico statunitense (n. 1856)
- 1948 - Gösta Magnusson, sollevatore svedese (n. 1915)
- 1948 - Kanbun Uechi, maestro di karate giapponese (n. 1877)
- 1949 - Luigi Krall, generale italiano (n. 1887)
- 1949 - Carlo e Luigi Rigola, scultore italiano (n. 1883)
- 1949 - Bill Robinson, ballerino e attore statunitense (n. 1878)
- 1950 - Patrick James Byrne, vescovo cattolico e missionario statunitense (n. 1888)
- 1950 - Betty Francisco, attrice statunitense (n. 1900)
- 1950 - Johannes Vilhelm Jensen, scrittore e poeta danese (n. 1873)
- 1950 - Hans Piffrader, scultore italiano (n. 1888)
- 1950 - Luigi Tiscornia, militare e politico italiano (n. 1862)
- 1951 - István Friedrich, imprenditore e politico ungherese (n. 1883)
- 1951 - Harry Liversedge, pesista e generale statunitense (n. 1894)
- 1951 - Giovanni Maimeri, pittore e imprenditore italiano (n. 1884)
- 1951 - Pietro Ricaldone, presbitero e scrittore italiano (n. 1870)
- 1952 - Antonio Guarnieri, direttore d'orchestra, compositore e violoncellista italiano (n. 1880)
- 1952 - Léopold Marchand, commediografo, sceneggiatore e dialoghista francese (n. 1891)
- 1954 - Fabian Barcata, progettista, religioso e missionario italiano (n. 1868)
- 1954 - Enrico Crotti, allenatore di calcio e calciatore italiano (n. 1893)
- 1954 - Edmondo Puecher, avvocato e politico italiano (n. 1873)
- 1955 - Louis Lachenal, alpinista francese (n. 1920)
- 1955 - Herman Steiner, scacchista statunitense (n. 1905)
- 1955 - Arthur Tansley, ecologo e botanico inglese (n. 1871)
- 1955 - Elio Zorzi, giornalista italiano (n. 1892)
- 1956 - Aleksandr Petrovič Dovženko, regista sovietico (n. 1894)
- 1956 - Samuel Thorsteinsson, calciatore danese (n. 1893)
- 1957 - Arnaldo Azzi, generale e politico italiano (n. 1885)
- 1957 - Armando Curcio, editore, commediografo e giornalista italiano (n. 1900)
- 1957 - George Davis, scrittore inglese (n. 1906)
- 1957 - Raymond Griffith, attore, produttore cinematografico e sceneggiatore statunitense (n. 1895)
- 1957 - Peter B. Kyne, scrittore e sceneggiatore statunitense (n. 1880)
- 1957 - Ernest Oppenheimer, imprenditore sudafricano (n. 1880)
- 1957 - Giorgio di Grecia, principe greco (n. 1869)
- 1958 - Glenn Curtis, allenatore di pallacanestro statunitense (n. 1890)
- 1958 - Horst Stumpff, generale tedesco (n. 1887)
- 1959 - Jean Grémillon, regista francese (n. 1901)
- 1959 - Ernest Jansen, politico sudafricano (n. 1881)
- 1959 - Gérard Philipe, attore francese (n. 1922)
- 1959 - Robert Smyth McColl, calciatore e imprenditore scozzese (n. 1876)
- 1960 - Raffaello Delle Nocche, vescovo cattolico italiano (n. 1877)
- 1960 - Bud Duncan, attore statunitense (n. 1883)
- 1960 - Sorelle Mirabal, attivista dominicana (n. 1924)
- 1961 - Alessandro Gallotti, pittore italiano (n. 1879)
- 1961 - Claës König, cavaliere svedese (n. 1885)
- 1961 - Hubert Van Innis, arciere belga (n. 1866)
- 1961 - George Wilson, calciatore inglese (n. 1892)
- 1962 - Giuseppe Abozzi, avvocato e politico italiano (n. 1882)
- 1962 - Richard Brünner, schermidore austriaco (n. 1888)
- 1963 - Jean Brooks, attrice statunitense (n. 1915)
- 1963 - Andrea Fossombrone, pittore e illustratore italiano (n. 1886)
- 1963 - Gorella Gori, attrice italiana (n. 1900)
- 1963 - Aleksandr Ivanovič Marinesko, militare sovietico (n. 1913)
- 1963 - Ugo Enrico Paoli, filologo classico e latinista italiano (n. 1884)
- 1963 - Pietro Piacentini, generale e aviatore italiano (n. 1898)
- 1963 - Joseph Sweeney, attore statunitense (n. 1884)
- 1963 - Koyata Yamamoto, imprenditore giapponese (n. 1886)
- 1964 - Clarence Kolb, attore statunitense (n. 1874)
- 1965 - Angelica Balabanoff, attivista e politica russa (n. 1878)
- 1965 - Myra Hess, pianista inglese (n. 1890)
- 1965 - Antoni Pająk, politico polacco (n. 1893)
- 1965 - Carl Peter Vaernet, medico danese (n. 1893)
- 1966 - Hans Reidar Holtermann, generale norvegese (n. 1895)
- 1966 - Richard Kräusel, botanico tedesco (n. 1890)
- 1966 - Karl Felix Wolff, giornalista, scrittore e antropologo austriaco (n. 1879)
- 1967 - Erich Dunskus, attore tedesco (n. 1890)
- 1967 - Heinz Hilpert, attore, regista e direttore teatrale tedesco (n. 1890)
- 1967 - Giorgio Levi Della Vida, orientalista e storico delle religioni italiano (n. 1886)
- 1967 - Ossip Zadkine, scultore russo (n. 1890)
- 1968 - Maria Immacolata d'Asburgo-Lorena, principessa austriaca (n. 1878)
- 1968 - Gaston Denys, ciclista su strada belga (n. 1913)
- 1968 - Upton Sinclair, scrittore, saggista e giornalista statunitense (n. 1878)
- 1969 - Hans Reiter, medico e criminale di guerra tedesco (n. 1881)
- 1970 - Albert Ayler, sassofonista statunitense (n. 1936)
- 1970 - James William Barrett, calciatore inglese (n. 1907)
- 1970 - Louise Glaum, attrice statunitense (n. 1888)
- 1970 - Alberto Gori, patriarca cattolico italiano (n. 1889)
- 1970 - Hans Lohneis, calciatore tedesco (n. 1895)
- 1970 - Yukio Mishima, scrittore, drammaturgo e saggista giapponese (n. 1925)
- 1970 - Pierre Vladimiroff, ballerino e insegnante russo (n. 1893)
- 1971 - Oreste Biancoli, sceneggiatore, regista e commediografo italiano (n. 1897)
- 1971 - Audrey Emery, nobile (n. 1904)
- 1971 - Achille Landini, aviatore italiano (n. 1890)
- 1971 - Hank Mann, attore statunitense (n. 1887)
- 1971 - Leonard Warren Murray, ammiraglio canadese (n. 1896)
- 1972 - Henri Coandă, scienziato e ingegnere rumeno (n. 1886)
- 1972 - Aleksandr Efimovič Razumnyj, regista cinematografico russo (n. 1891)
- 1972 - Hans Scharoun, architetto tedesco (n. 1893)
- 1973 - Albert DeSalvo, serial killer statunitense (n. 1931)
- 1973 - Laurence Harvey, attore e regista britannico (n. 1928)
- 1973 - Elisa Leonida Zamfirescu, ingegnere e inventrice rumena (n. 1887)
- 1973 - Giuseppe Placido Nicolini, vescovo cattolico italiano (n. 1877)
- 1974 - Nick Drake, cantautore e chitarrista inglese (n. 1948)
- 1974 - Rosemary Lane, attrice e cantante statunitense (n. 1913)
- 1974 - Raymond Legrand, compositore e direttore d'orchestra francese (n. 1908)
- 1974 - U Thant, diplomatico birmano (n. 1909)
- 1975 - Moyna MacGill, attrice inglese (n. 1895)
- 1976 - Al-Zirikli, letterato e giornalista siriano (n. 1893)
- 1977 - Matija Bravničar, compositore sloveno (n. 1897)
- 1977 - Ahmad bin Ali al-Thani, sovrano qatariota (n. 1920)
- 1978 - Carmela Carabelli, mistica italiana (n. 1910)
- 1978 - Raoul Chaisaz, calciatore francese (n. 1908)
- 1978 - Fritz Feierabend, bobbista svizzero (n. 1908)
- 1978 - Elena Freda, matematica italiana (n. 1890)
- 1978 - Boris Kazakov, calciatore e allenatore di calcio sovietico (n. 1940)
- 1978 - Eduard Stiefel, matematico svizzero (n. 1909)
- 1979 - Reo Fortune, antropologo neozelandese (n. 1903)
- 1979 - Hermann Gehri, lottatore svizzero (n. 1899)
- 1980 - Antonio Carrelli, fisico italiano (n. 1900)
- 1980 - Herbert Flam, tennista statunitense (n. 1928)
- 1981 - Jack Albertson, attore, ballerino e cantante statunitense (n. 1907)
- 1981 - Romain Bellenger, ciclista su strada e dirigente sportivo francese (n. 1894)
- 1981 - Giuseppe Ciresi, politico italiano (n. 1924)
- 1981 - Morris Kirksey, velocista e rugbista a 15 statunitense (n. 1895)
- 1981 - Achille Saitta, scrittore, giornalista e commediografo italiano (n. 1898)
- 1981 - Giovanni Traversa, politico italiano (n. 1901)
- 1982 - Walt Ader, pilota automobilistico statunitense (n. 1912)
- 1982 - Carlos Borja, cestista messicano (n. 1913)
- 1982 - Angelo Pomponi, calciatore italiano (n. 1912)
- 1983 - Gabriel Braun, calciatore francese (n. 1921)
- 1983 - Anton Dolin, ballerino e coreografo britannico (n. 1904)
- 1983 - Lotte H. Eisner, critica cinematografica e scrittrice tedesca (n. 1896)
- 1983 - Vladimir Natanovič Gel'fand, scrittore ucraino (n. 1923)
- 1984 - Agnes von Kurowsky, infermiera statunitense (n. 1892)
- 1984 - Ethel Schwabacher, pittrice e scrittrice statunitense (n. 1903)
- 1984 - Aurelio Zennaro, calciatore italiano (n. 1916)
- 1985 - Geoffrey Grigson, poeta britannico (n. 1905)
- 1985 - Fortunato Licandro, politico italiano (n. 1923)
- 1985 - Elsa Morante, scrittrice, saggista e poetessa italiana (n. 1912)
- 1986 - Don Towsley, animatore e regista statunitense (n. 1912)
- 1987 - Nina De Padova, attrice italiana (n. 1900)
- 1987 - Renzo Marignano, attore cinematografico italiano (n. 1923)
- 1988 - Alphaeus Philemon Cole, pittore, incisore e supercentenario statunitense (n. 1876)
- 1988 - Gilberto R. Limón, politico e generale messicano (n. 1895)
- 1988 - Helmut Looß, militare tedesco (n. 1910)
- 1988 - Muhammad bin Abd al-Aziz Al Sa'ud, principe e politico saudita (n. 1910)
- 1989 - Antonio Bussi, politico italiano (n. 1903)
- 1989 - George Cakobau, politico figiano (n. 1912)
- 1989 - Claus Clausen, attore tedesco (n. 1899)
- 1989 - Birago Diop, poeta senegalese (n. 1906)
- 1989 - Giuseppe Pietro La Marca, militare e partigiano italiano (n. 1905)
- 1990 - Salvatore Todisco, pugile italiano (n. 1961)
- 1990 - Valdo Vinay, teologo, pastore protestante e predicatore italiano (n. 1906)
- 1990 - Eugenio Zordan, calciatore italiano (n. 1921)
- 1991 - Eleanor Audley, attrice e doppiatrice statunitense (n. 1905)
- 1991 - Pelayo García, calciatore spagnolo (n. 1911)
- 1991 - Alberico Sala, scrittore, poeta e critico d'arte italiano (n. 1923)
- 1992 - Joseph Arthur Ankrah, generale e politico ghanese (n. 1915)
- 1992 - Piet Ikelaar, pistard e ciclista su strada olandese (n. 1896)
- 1992 - Dmitrij Ukolov, hockeista su ghiaccio sovietico (n. 1929)
- 1993 - Juan Carlos Castillo, ciclista su strada colombiano (n. 1964)
- 1993 - Boris Cyretarovič Chalzanov, regista sovietico (n. 1938)
- 1993 - Carl Lorenz, pistard tedesco (n. 1913)
- 1993 - Claudia McNeil, attrice statunitense (n. 1917)
- 1994 - Angelo Tansini, politico italiano (n. 1926)
- 1994 - Johanna von Trapp, cantante austriaca (n. 1919)
- 1994 - John C. Walker, botanico statunitense (n. 1893)
- 1994 - Paul Winkler, calciatore tedesco (n. 1913)
- 1995 - Gerardo De Michele, medico e politico italiano (n. 1917)
- 1995 - Nikolaj Drozdeckij, hockeista su ghiaccio russo (n. 1957)
- 1995 - Paolo Gobetti, partigiano, critico cinematografico e regista italiano (n. 1925)
- 1995 - Filippo Micheli, politico italiano (n. 1911)
- 1995 - Luigi Monfardini, pittore italiano (n. 1915)
- 1995 - Boris Vladimirovič Rycarev, regista sovietico (n. 1930)
- 1996 - Nino Longobardi, giornalista, scrittore e conduttore televisivo italiano (n. 1925)
- 1996 - Konrad Wagner, calciatore tedesco orientale (n. 1932)
- 1997 - Hastings Banda, politico malawiano (n. 1898)
- 1997 - Cathee Dahmen, modella statunitense (n. 1945)
- 1997 - Nikita Elysséeff, linguista e orientalista francese (n. 1915)
- 1997 - James H. Ellis, crittografo britannico (n. 1924)
- 1997 - Eustace Fannin, tennista sudafricano (n. 1915)
- 1997 - Charles Hallahan, attore statunitense (n. 1943)
- 1997 - Elmore Morgenthaler, cestista statunitense (n. 1922)
- 1997 - Richard Macy Noyes, chimico e fisico statunitense (n. 1919)
- 1997 - Fernand Thiébaud, schermidore svizzero (n. 1906)
- 1998 - Ilde Tobia Bertoncin, pittore, scultore e incisore italiano (n. 1909)
- 1998 - Nelson Goodman, filosofo statunitense (n. 1906)
- 1998 - Anwar Mesbah, sollevatore egiziano (n. 1913)
- 1998 - Enrico Sabbatini, costumista italiano (n. 1932)
- 1999 - Didier Anzieu, psicoanalista francese (n. 1923)
- 1999 - Pierre Bézier, ingegnere e matematico francese (n. 1910)
- 1999 - Renato Bruscaglia, incisore italiano (n. 1921)
- 1999 - Valentín Campa, politico e attivista messicano (n. 1904)
- 1999 - Jesse Renick, cestista e allenatore di pallacanestro statunitense (n. 1917)
- 2000 - José Cano López, calciatore spagnolo (n. 1956)
- 2000 - Mario Giacomelli, tipografo, fotografo e pittore italiano (n. 1925)
- 2000 - Angelo Monassi, ammiraglio italiano (n. 1920)

## XXI secolo(107)
- 2001 - Alan Bray, storico e attivista britannico (n. 1948)
- 2001 - Robert Davine, fisarmonicista e insegnante statunitense (n. 1924)
- 2002 - Karel Reisz, regista e critico cinematografico cecoslovacco (n. 1926)
- 2003 - Mary Queeny, attrice e regista egiziana (n. 1913)
- 2003 - Anneliese Römer, attrice e doppiatrice tedesca (n. 1922)
- 2004 - Tracy Hogg, infermiera e saggista britannica (n. 1960)
- 2005 - Alfredo Angeli, regista televisivo, regista cinematografico e sceneggiatore italiano (n. 1927)
- 2005 - George Best, calciatore nordirlandese (n. 1946)
- 2005 - Élisabeth Boselli, aviatrice e militare francese (n. 1914)
- 2005 - Richard Burns, pilota di rally britannico (n. 1971)
- 2005 - Carlo Perogalli, architetto e storico dell'architettura italiano (n. 1921)
- 2005 - Pierre Seel, scrittore francese (n. 1923)
- 2005 - Hassan Hosni Tawfik, schermidore egiziano (n. 1911)
- 2006 - Luciano Bottaro, fumettista italiano (n. 1931)
- 2006 - Leo Chiosso, autore televisivo e drammaturgo italiano (n. 1920)
- 2006 - Gianluca Lerici, fumettista e artista italiano (n. 1963)
- 2006 - Kenneth Taylor, generale statunitense (n. 1919)
- 2007 - The Angel of Death, wrestler statunitense (n. 1953)
- 2007 - Roberto Del Giudice, doppiatore, direttore del doppiaggio e attore italiano (n. 1940)
- 2007 - Giuseppe Zeni, botanico italiano (n. 1912)
- 2008 - William Gibson, drammaturgo e scrittore statunitense (n. 1914)
- 2008 - Sergio Rosi, fumettista italiano (n. 1926)
- 2008 - Dino Rossi, ciclista su strada italiano (n. 1920)
- 2008 - Edwin Ernest Salpeter, astronomo austriaco (n. 1924)
- 2009 - Giuseppe Baldini, calciatore e allenatore di calcio italiano (n. 1922)
- 2009 - Giorgio Carbone, filantropo italiano (n. 1936)
- 2009 - Beatrice Gray, attrice e ballerina statunitense (n. 1911)
- 2009 - Josip Gucmirtl, calciatore jugoslavo (n. 1942)
- 2009 - Mike Tiddy, allenatore di calcio e calciatore inglese (n. 1929)
- 2010 - Leonardo Colella, calciatore brasiliano (n. 1930)
- 2010 - Michael Gahr, attore e doppiatore tedesco (n. 1939)
- 2010 - Covington Scott Littleton, antropologo statunitense (n. 1933)
- 2010 - Sebastiano Rampulla, mafioso italiano (n. 1946)
- 2011 - Vasilij Alekseev, sollevatore sovietico (n. 1942)
- 2011 - Milla Baldo Ceolin, fisica italiana (n. 1924)
- 2011 - Gerhard Kapitän, archeologo e etnografo tedesco (n. 1924)
- 2011 - Ron Lyle, pugile statunitense (n. 1941)
- 2011 - Roberto Masi, pittore italiano (n. 1940)
- 2012 - Guilherme Espírito Santo, altista, lunghista e triplista portoghese (n. 1919)
- 2012 - Simeon ten Holt, compositore olandese (n. 1923)
- 2012 - Lars Hörmander, matematico svedese (n. 1931)
- 2012 - Omero Losi, calciatore italiano (n. 1925)
- 2012 - Juan Peréda Asbun, politico e generale boliviano (n. 1931)
- 2012 - Tom Robinson, velocista bahamense (n. 1938)
- 2012 - Dave Sexton, calciatore e allenatore di calcio britannico (n. 1930)
- 2012 - Blackie Towery, cestista e allenatore di pallacanestro statunitense (n. 1920)
- 2013 - Oralia Domínguez, mezzosoprano messicano (n. 1925)
- 2013 - Bill Foulkes, calciatore e allenatore di calcio inglese (n. 1932)
- 2013 - Robert Guillin, cestista francese (n. 1926)
- 2013 - Chico Hamilton, batterista statunitense (n. 1921)
- 2013 - Al Plastino, fumettista e illustratore statunitense (n. 1921)
- 2013 - Toshiaki Tsushima, musicista giapponese (n. 1936)
- 2014 - Albert Cohen, criminologo statunitense (n. 1918)
- 2014 - Vladimir Gundarcev, biatleta sovietico (n. 1944)
- 2014 - Eladio Herrera, pugile argentino (n. 1930)
- 2014 - Aurelio Milani, calciatore italiano (n. 1934)
- 2015 - Vincenzo Meo, politico italiano (n. 1937)
- 2015 - Elmo Williams, montatore, produttore cinematografico e regista statunitense (n. 1913)
- 2016 - Vïtalïý Artemov, calciatore kazako (n. 1979)
- 2016 - Fidel Castro, rivoluzionario, politico e militare cubano (n. 1926)
- 2016 - Ron Glass, attore statunitense (n. 1945)
- 2016 - David Hamilton, fotografo e regista britannico (n. 1933)
- 2016 - Pauline Oliveros, fisarmonicista, compositrice e teorica musicale statunitense (n. 1932)
- 2016 - Margaret Rhodes, nobildonna britannica (n. 1925)
- 2017 - Enrico Boccadoro, cantautore italiano (n. 1974)
- 2017 - Ignazio Colnaghi, attore, doppiatore e pubblicitario italiano (n. 1924)
- 2017 - Sotìr Ferrara, vescovo cattolico italiano (n. 1937)
- 2017 - Rance Howard, attore e regista statunitense (n. 1928)
- 2017 - Steve Jones, cestista statunitense (n. 1942)
- 2017 - Julio Oscar Mechoso, attore statunitense (n. 1955)
- 2018 - Nina Bejlina, violinista sovietica (n. 1937)
- 2018 - Giuliana Calandra, attrice italiana (n. 1936)
- 2018 - Nikita Chubov, regista sovietico (n. 1936)
- 2018 - Paul Ellingworth, ebraista e biblista britannico (n. 1931)
- 2018 - Tony Hanson, cestista statunitense (n. 1955)
- 2018 - Viktor Kanevs'kyj, calciatore e allenatore di calcio sovietico (n. 1936)
- 2018 - Gloria Katz, sceneggiatrice e produttrice cinematografica statunitense (n. 1942)
- 2018 - Wright King, attore statunitense (n. 1923)
- 2018 - Yū Yamamoto, animatore, sceneggiatore e autore televisivo giapponese (n. 1946)
- 2019 - Frank Biondi, dirigente d'azienda statunitense (n. 1945)
- 2019 - Felix Diefenbach, cestista tedesco (n. 1925)
- 2019 - Héctor García-Molina, informatico messicano (n. 1954)
- 2019 - Martin Harvey, calciatore e allenatore di calcio nordirlandese (n. 1941)
- 2019 - Larry Hurtado, storico delle religioni e teologo statunitense (n. 1943)
- 2020 - Marcello Brunelli, neurofisiologo italiano (n. 1939)
- 2020 - Flor Silvestre, cantante, attrice e cavallerizza messicana (n. 1930)
- 2020 - Diego Armando Maradona, calciatore, allenatore di calcio e dirigente sportivo argentino (n. 1960)
- 2020 - Guido Michelini, glottologo e linguista italiano (n. 1951)
- 2020 - Camilla Wicks, violinista statunitense (n. 1928)
- 2020 - James Wolfensohn, banchiere, economista e schermidore australiano (n. 1933)
- 2021 - Risto Kala, cestista finlandese (n. 1941)
- 2021 - Luciana Veschi D'Asnasch, nuotatrice e regista televisiva italiana (n. 1939)
- 2021 - Augusto Zweifel, calciatore italiano (n. 1921)
- 2022 - Irene Cara, attrice, cantante e ballerina statunitense (n. 1959)
- 2022 - Jim Wright, cestista statunitense (n. 1959)
- 2023 - Alvise Battain, attore e doppiatore italiano (n. 1937)
- 2023 - Gérard Collomb, politico francese (n. 1947)
- 2023 - Maurizio Creuso, politico italiano (n. 1943)
- 2023 - Papi Khomane, calciatore sudafricano (n. 1975)
- 2023 - Aldo Lado, regista, sceneggiatore e scrittore italiano (n. 1934)
- 2023 - Terry Venables, calciatore e allenatore di calcio inglese (n. 1943)
- 2024 - Miguel Ángel Ayuso Guixot, cardinale e vescovo cattolico spagnolo (n. 1952)
- 2024 - Gianfranco Calligarich, scrittore, sceneggiatore e giornalista italiano (n. 1939)
- 2024 - Amalia Ciardi Dupré, scultrice italiana (n. 1934)
- 2024 - Earl Holliman, attore statunitense (n. 1928)
- 2024 - Keith R. Kernspecht, artista marziale tedesco (n. 1945)
- 2024 - John Tinniswood, supercentenario britannico (n. 1912)